# 何棠
何棠（1472年—？），字愛之，直隸揚州府泰興縣人，民籍，明朝政治人物。

## 生平
弘治十四年（1501年）辛酉科應天府鄉試第一百三十三名舉人。正德六年（1511年）中式辛未科會試第三百五名，登第三甲第七十七名進士。曾官禮部精膳司郎中，曾諫武宗南巡受廷杖。官至廣平府知府。嘉靖初録諫南巡諸臣，加三品俸，因病辞官归乡，逾月而卒，

## 家族
曾祖何；祖父何顒；父何岷，義官。母盧氏。兄何椲，成化十六年庚子科举人，官浙江都司断事，升推官。何棐，弘治壬戌進士，監察御史，升江西九江兵备副使。